# 윈드 칠
윈드 칠(Wind Chill)은 미국에서 제작된 그레고리 제이컵스 감독의 2007년 공포, 스릴러, 드라마 영화이다. 에밀리 블런트 등이 주연으로 출연하였고 그레이엄 브로드벤트 등이 제작에 참여하였다.

## 출연

### 주연
- 에밀리 블런트
- 애쉬튼 홈즈

### 조연
- 마틴 도노반
- 네드 벨러미
- 이안 A. 월레스
- 도니 제임스 루카스
- 첼랜 시몬스
- 다렌 무어
- 린든 뱅크스

## 제작진
- 공동제작: 피터 로트카
- 미술: 하워드 커밍스
- 세트: 캐롤 라발리
- Ass-PD: 피터 필립스
- 배역: 숀 코시